# Jean Boiteux
Jean Boiteux (n. 20 iunie 1933, Marsilia, Franța – d. 11 aprilie 2010, Bordeaux, Franța) a fost un înotător francez, medaliat olimpic. A participat la 3 ediții ale Jocurilor Olimpice (1952, 1956, 1960) în care a câștigat o medalie de aur și o medalie de bronz.